# Таскаровас (Охајо)
Таскаровас (енгл. Tuscarawas) град је у америчкој савезној држави Охајо.

## Демографија
По попису из 2010. године број становника је 1.056, што је 122 (13,1%) становника више него 2000. године.
| Група             | 2000.       | 2010.         |
| Белци             | 922 (98,7%) | 1.041 (98,6%) |
| Афроамериканци    | 0 (0,0%)    | 1 (0,1%)      |
| Азијати           | 2 (0,2%)    | 5 (0,5%)      |
| Хиспаноамериканци | 1 (0,1%)    | 4 (0,4%)      |
| Укупно            | 934         | 1.056         |